# Bal nadziei
Bal nadziei – dziewiąty album muzyczny zespołu Komety w tym drugi koncertowy wydany 4 listopada 2016 roku przez wytwórnię Thin Man Records na płytach CD w wersji digipak. Płytę zespół nagrał w składzie: Lesław (śpiew i gitary), Dżony (perkusja), Riczmond (gitara basowa, śpiew).

## Spis utworów
1. „Duża nieostrożność”
2. „Za chwilę się uduszę”
3. „Niebezpieczny mózg”
4. „Namiętność kochanków”
5. „Hotel Artemis”
6. „Jutro”
7. „Krzywe nogi”
8. „Mogłem być tobą”
9. „Nie mogę przestać o tobie myśleć”
10. „Prywatne piekło”
11. „Bal nadziei”
12. „W dżinsach i swetrze”
13. „Bezsenne noce”
14. „Dla ciebie nie istnieję”
15. „Ona i niestety on”
16. „Spotkajmy się pod koniec sierpnia”
17. „Kieszonkowiec Darek”